# Giordano Benedetti
Giordano Benedetti (né le 22 mai 1989 à Trente) est un athlète italien, spécialiste du 800 m.

## Carrière
Il fait partie du club militaire des Fiamme Gialle.
Lors du Golden Gala le 6 juin 2013, il bat son record en 1 min 44 s 67.
En 2015 il remporte le 800 mètres lors des championnats d'Europe par équipes avec un temps de 1:45:11. En juillet 2015, il remporte le titre national du 800 m à Turin.

## Palmarès
| Date | Compétition                       | Lieu        | Résultat | Épreuve | Temps         |
| ---- | --------------------------------- | ----------- | -------- | ------- | ------------- |
| 2008 | Championnats du monde juniors     | Bydgoszcz   | 6e       | 800 m   | 1 min 50 s 65 |
| 2010 | Championnats d'Europe par équipes | Bergen      | 8e       | 800 m   | 1 min 48 s 50 |
| 2011 | Championnats d'Europe espoirs     | Ostrava     | 4e       | 800 m   | 1 min 48 s 65 |
| 2013 | Championnats d'Europe par équipes | Gateshead   | 5e       | 800 m   | 1 min 48 s 09 |
| 2014 | Championnats d'Europe par équipes | Brunswick   | 3e       | 800 m   | 1 min 46 s 45 |
| 2015 | Championnats d'Europe par équipes | Tcheboksary | 1er      | 800 m   | 1 min 45 s 11 |
| 2016 | Championnats d'Europe             | Amsterdam   | 8e       | 800 m   | 1 min 47 s 64 |
| 2017 | Championnats d'Europe par équipes | Lille       | 2e       | 800 m   | 1 min 47 s 94 |
| 2018 | Jeux méditerranéens               | Tarragone   | 7e       | 800 m   | 1 min 50 s 38 |

## Records
| Épreuve | Performance   | Lieu | Date        |
| ------- | ------------- | ---- | ----------- |
| 800 m   | 1 min 44 s 67 | Rome | 6 juin 2013 |